# Ruramira
Ruramira (Kinyarwanda Umurenge wa Ruramira) ist einer von 12 Sektoren im Distrikt Kayonza in der Ostprovinz von Ruanda.

## Geographie
Ruramira hat eine Fläche von 41,57 km² und liegt auf einer Höhe von etwa 1550 m. Der Sektor unterteilt sich in die vier Zellen Bugambira, Nkamba, Ruyonza und Umubuga. Nachbarsektoren sind im Norden Nyamirama, im Osten Kabarondo, im Süden Remera, im Südwesten Munyaga, im Westen Kigabiro und im Nordwesten Muhazi.

## Bevölkerung
Zur Volkszählung von 2022 betrug die Einwohnerzahl 21.185. Zehn Jahre zuvor waren es 16.937, was einem jährlichen Bevölkerungszuwachs von 2,3 Prozent zwischen 2012 und 2022 entspricht.

## Verkehr
Durch den Sektor führen keine Nationalstraßen oder District Roads.